# Sylvie Daigle
Sylvie Daigle (ur. 1 grudnia 1962 w Sherbrooke) – kanadyjska łyżwiarka szybka, startująca również w short tracku. Dwukrotna medalistka olimpijska, wielokrotna mistrzyni świata w wieloboju i sztafecie.
Jako panczenistka nie odnosiła wielkich sukcesów, choć brała w tej roli w dwóch igrzyskach (IO 80, IO 84). Za to w short tracku była medalistką olimpijską i mistrzostw świata (tytuły mistrzyni globu w wieloboju w 1979, 1983, 1988, 1989 i 1990). Już w Calgary stawała na podium, jednak w 1988 short track był jedynie dyscypliną pokazową, oficjalnie debiutował cztery lata później. Daigle była chorążym kanadyjskiej ekipy, a wspólnie z koleżankami triumfowała w sztafecie. Dwa lata później Kanadyjki zajęły drugie miejsce.